# Sakon Yamamoto
Sakon Yamamoto (en japonés, 山本 左近 Yamamoto Sakon, Toyohashi, Japón; 9 de julio de 1982) es un piloto japonés de automovilismo. Corrió 21 Grandes Premio de Fórmula 1 entre las temporadas 2006 y 2010 para Super Aguri, Spyker e Hispania, sin sumar puntos.

## Carrera
Empezó su carrera deportiva en 1994 en karting, donde compitió hasta el año 2000. En los cuatro años siguientes, Yamamoto compitió en diferentes campeonatos de Fórmula 3. En 2005, debutó en Super GT Japonés y Fórmula Nippon, ganando una carrera es la primera, e ingresó al equipo Jordan de Fórmula 1 como piloto de pruebas. Tuvo su primer contacto con un Gran Premio de F1 en octubre, cuando participó en los entrenamientos libres del GP de Japón.
En la temporada 2006 de Fórmula 1 fue anunciado como piloto de desarrollo del equipo japonés Super Aguri. Yamamoto fue promocionado al segundo asiento del equipo desde el Gran Premio de Europa de 2006,luego de hacer varios libres, en sustitución del francés Franck Montagny. En las cuatro primeras carreras no finalizó, y en las siguientes tres lo hizo fuera del top 15.
En 2007 se confirmó que sería piloto probador de Super Aguri, compaginando con las carreras de la GP2 Series que corría para el equipo español BCN Competición. A finales de julio, se anunció su fichaje por el equipo Spyker desde el Gran Premio de Hungría, en el asiento dejado por Markus Winkelhock. No pudo sumar puntos, aunque terminó casi todas las carreras.

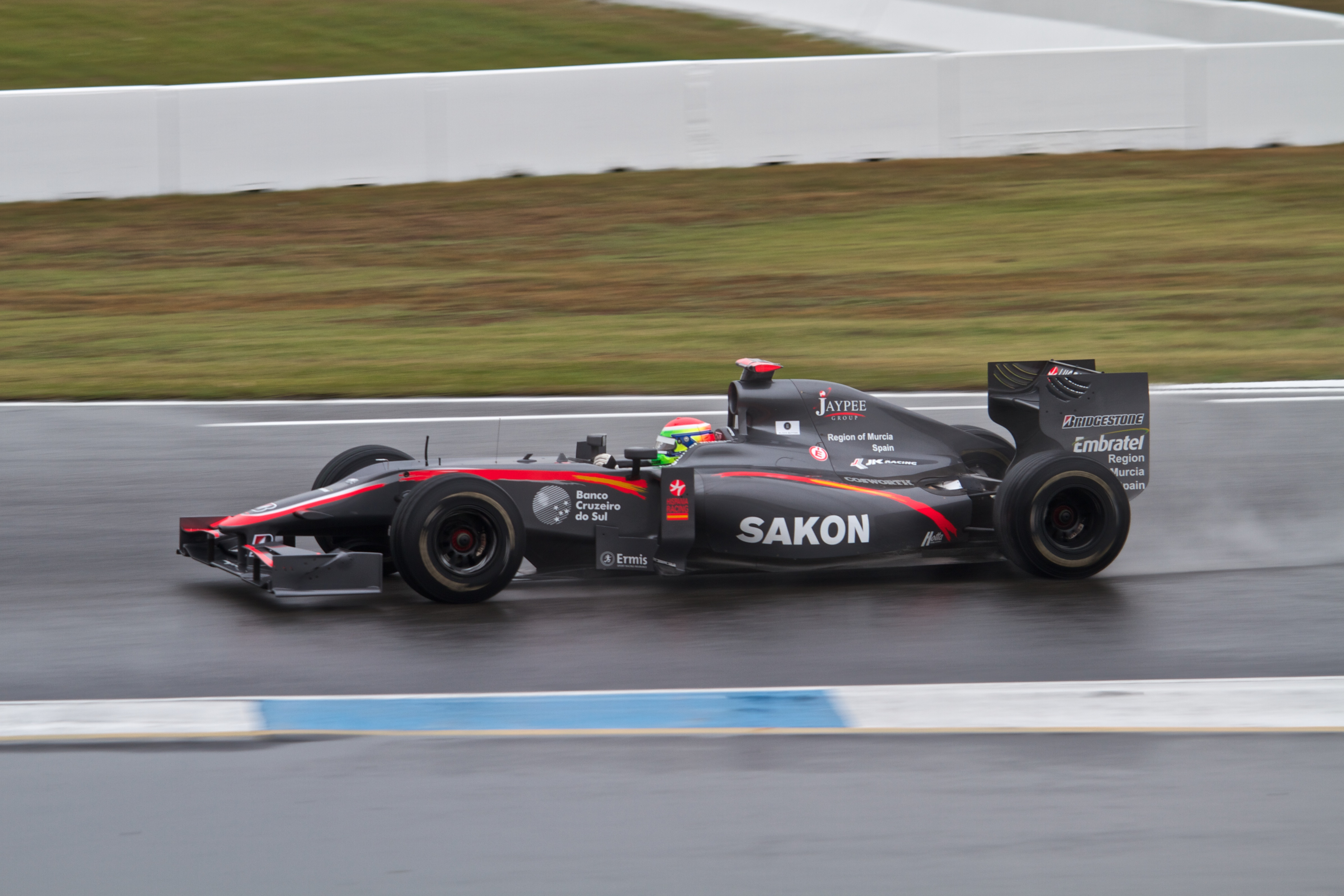
Yamamoto en los entrenamientos del Gran Premio de Alemania de 2010.

En febrero de 2008 se incorporó a Renault como tercer piloto de desarrollo de la escudería. A media temporada volvió a la GP2, esta vez con ART. También corrió para el mismo equipo en GP2 Asia Series, subiendo a un podio y acabando noveno en la clasificación general.
En 2010, fue fichado como piloto de desarrollo y reserva en el nuevo equipo español de Fórmula 1 Hispania Racing. Nuevamente, Sakon remplazó a uno de los pilotos titulares. Fue a Bruno Senna en el GP de Gran Bretaña y a Karun Chandhok desde la siguiente. Logró culminar 6 carreras y abandonó en una, pero otra vez sin sumar puntos. Hasta el fin de la temporada, en tres ocasiones dejó su asiento a Christian Klien.
Para 2011, Yamamoto firmó con Virgin Racing como reserva. Volvió a las pistas cuatro años más tarde, en dos carreras de Fórmula E. Fue con el equipo Amlin Aguri y abandonó en ambas.

## Resultados

### Fórmula 1
(Clave) (negrita indica pole position) (cursiva indica vuelta rápida)

| Año     | Escudería                  | 1   | 2   | 3   | 4   | 5   | 6   | 7      | 8      | 9      | 10     | 11      | 12      | 13      | 14      | 15      | 16     | 17      | 18     | 19  | Pos. | Puntos |
| ------- | -------------------------- | --- | --- | --- | --- | --- | --- | ------ | ------ | ------ | ------ | ------- | ------- | ------- | ------- | ------- | ------ | ------- | ------ | --- | ---- | ------ |
| 2005    | Jordan Grand Prix          | AUS | MYS | BHR | SMR | ESP | MON | EUR    | CAN    | USA    | FRA    | GBR     | GER     | HUN     | TUR     | ITA     | BEL    | BRA     | JPN TD | CHN |      |        |
| 2006    | Super Aguri F1 Team        | BHR | MYS | AUS | SMR | EUR | ESP | MON    | GBR TD | CAN TD | USA TD | FRA TD  | GER Ret | HUN Ret | TUR Ret | ITA Ret | CHN 16 | JPN 17  | BRA 16 |     | 26.º | 0      |
| 2007    | Etihad AldarSpyker F1 Team | AUS | MYS | BHR | ESP | MON | CAN | USA    | FRA    | GBR    | EUR    | HUN Ret | TUR 20  | ITA 20  | BEL 17  | JPN 12  | CHN 17 | BRA Ret |        |     | 24.º | 0      |
| 2010    | Hispania Racing F1 Team    | BHR | AUS | MYS | CHN | ESP | MON | TUR TD | CAN    | EUR    | GBR 20 | GER Ret | HUN 19  | BEL 20  | ITA 19  | SIN     | JPN 16 | RCO 15  | BRA    | ABU | 26.º | 0      |
| Fuente: |                            |     |     |     |     |     |     |        |        |        |        |         |         |         |         |         |        |         |        |     |      |        |

### GP2 Series
(Clave) (negrita indica pole position) (cursiva indica vuelta rápida puntuable)

| Año  | Escudería       | 1   | 1   | 2   | 2   | 3   | 3   | 4   | 4   | 5   | 5   | 6   | 6   | 7   | 7   | 8   | 8   | 9   | 9   | 10  | 10  | 11  | 11  | Pos. | Puntos | Ref.   |
| ---- | --------------- | --- | --- | --- | --- | --- | --- | --- | --- | --- | --- | --- | --- | --- | --- | --- | --- | --- | --- | --- | --- | --- | --- | ---- | ------ | ------ |
| 2007 | BCN Competición | SAK | SAK | BAR | BAR | MON | MON | MAG | MAG | SIL | SIL | NÜR | NÜR | BUD | BUD | EST | EST | MNZ | MNZ | SPA | SPA | VAL | VAL | 30.º | 0      | [ 15 ] |
| 2007 | BCN Competición | 11  | 14  | 9   | 18† | Ret | Ret | 11  | 13  | 16  | Ret | 13  | 11  |     |     |     |     |     |     |     |     |     |     | 30.º | 0      | [ 15 ] |
| 2008 | ART Grand Prix  | BAR | BAR | EST | EST | MON | MON | MAG | MAG | SIL | SIL | HOC | HOC | BUD | BUD | VAL | VAL | SPA | SPA | MNZ | MNZ |     |     | 23.º | 3      | [ 16 ] |
| 2008 | ART Grand Prix  |     |     |     |     |     |     |     |     |     |     | 12† | NC  | 10  | 4   | Ret | Ret | 18  | Ret | Ret | Ret |     |     | 23.º | 3      | [ 16 ] |

### GP2 Asia Series
(Clave) (negrita indica pole position) (cursiva indica vuelta rápida puntuable)

| Año     | Escudería      | 1   | 1   | 2   | 2   | 3    | 3    | 4   | 4   | 5   | 5   | 6    | 6    | Pos. | Puntos | Ref.   |
| ------- | -------------- | --- | --- | --- | --- | ---- | ---- | --- | --- | --- | --- | ---- | ---- | ---- | ------ | ------ |
| 2008-09 | ART Grand Prix | SHA | SHA | DUB | DUB | SAK1 | SAK1 | LOS | LOS | KUA | KUA | SAK2 | SAK2 | 9.º  | 13     | [ 17 ] |
| 2008-09 | ART Grand Prix | 3   | 14  | 8   | C   | 17   | 11   | Ret | 14  | 12  | Ret | 6    | 4    | 9.º  | 13     | [ 17 ] |

### Fórmula E
(Clave) (negrita indica pole position) (cursiva indica vuelta rápida puntuable)
| Año     | Escudería   | 1   | 2   | 3   | 4   | 5   | 6   | 7   | 8   | 9   | 10  | 10  | Pos. | Puntos | Ref.   |
| ------- | ----------- | --- | --- | --- | --- | --- | --- | --- | --- | --- | --- | --- | ---- | ------ | ------ |
| 2014-15 | Amlin Aguri | PEK | PUT | PDE | BUE | MIA | LBH | MON | BER | MOS | LON | LON | NC   | 0      | [ 18 ] |
| 2014-15 | Amlin Aguri |     |     |     |     |     |     |     |     |     | Ret | Ret | NC   | 0      | [ 18 ] |